# ژو فوهی
ژو فوهی (انگلیسی: Zhou Fohai؛ ۲۹ مه ۱۸۹۷ – ۲۸ فوریهٔ ۱۹۴۸) سیاستمدار اهل دودمان چینگ بود.